# 9082 Leonardmartin
9082 Leonardmartin eller 1994 VR6 är en asteroid i huvudbältet som upptäcktes den 4 november 1994 av det amerikanska astronom paret Eugene M. och Carolyn S. Shoemaker vid Palomar-observatoriet. Den är uppkallad efter Leonard J. Martin.